# Timanthe
Timanthe (en grec ancien : Τιμάνθης) est un peintre grec notoire (fin Ve - début IVe siècle avant notre ère).
Natif de Kýthnos ou de Sicyone, il fut le rival de Parrhasios. Les auteurs anciens ont surtout vanté de lui le Cyclope endormi où, voulant donner une idée de l'immense stature du cyclope, il représenta des satyres mesurant avec un thyrse la longueur du pouce du colosse assoupi, et le Sacrifice d'Iphigénie où, désespérant d'exprimer la douleur d'Agamemnon, le peintre le représenta la tête couverte d'un voile.